# Gulpener Korenwolf Rosé
Gulpener Korenwolf Rosé was een Nederlands fruitbier/witbier.
Het bier werd tot 2014 gebrouwen in Gulpen, bij de Gulpener Bierbrouwerij. Het was een rozerood troebel bier met een alcoholpercentage van 3,5%. Naast 4 soorten graan (tarwe, spelt, gerst en rogge) bevatte dit bier kruiden, bloesem van de vlierbes en aroma's van rode vruchten. De gebruikte zoetstof was sucralose en de kleurstof was Allura rood AC.
De naam Korenwolf is ontleend aan de in Zuid-Limburg voorkomende wilde hamster.
Gulpener Korenwolf Witbier wordt wel nog gebrouwen.